# MZ Sports Costa Rica
MZ Sports es un canal de televisión por suscripción costarricense especializado en el deporte, principalmente de ese país. Fue lanzado el 31 de marzo de 2022 con el programa Podio Deportivo, programa informativo del canal, en señal web y en IPTV, y es propiedad de Marzenia Comunicación.
Actualmente se encuentra en las cableoperadoras Cablevisión Occidente, Cable Centro, Super Cable y en Cable Brunca, además de TVGuate HD de Guatemala.

## Historia
MZ Sports comenzó transmisiones a inicios de 2022, fue creado como una extensión de Marzenia Comunicación, para ser un elemento diferenciador de esta agencia de comunicación y además de ser una nueva alternativa deportiva con respecto a otras empresas de televisión por cable.
A partir del 15 de junio de 2022, dejó de ser exclusivo en Web e IPTV para ser distribuido en Cablevisión Occidente, Cable Centro, Ticolínea - Jasec y en Cable Brunca y otras operadoras del país.

## Programación

### Fútbol
- Segunda División Femenina de Costa Rica
- AD Coronado FF
- AD Carmelita FF
- Morpho FF
- Primera División de Voleibol de Costa Rica Transmisión en vivo de los partidos de local de 1 equipo:
  - Aserrí Voleibol
- Escorpiones de Belén en Segunda División masculina LIASCE (formato audio)
- LINAFA

### Otros deportes transmitidos
- Basketbol de Costa Rica (categorías inferiores)
- Socca World Cup (exclusivo)
- Surfing
- Ciclismo
- Boliche
- Fut-Sala (Exclusivo app MZ Sports Plus)
- Beach Soccer (Hatillo Femenino en Liga Premier Femenina)
- MiniFootball

## Personalidades del canal
- María José Fonseca (directora general)
- Allan Martínez
- Ariel Delgado
- Anyelo Sánchez
- Carlos Díaz
- Paula Villalobos
- Esteban Rojas
- Glenn Hernández
- Frank Herrera
- Raquel Aguilar
- Francisco León
- Manfred Falcón

## Plataformas
MZ Sports cuenta con 1 señal de TV y un servicio streaming. 
| Logo | Nombre         | Descripción | Lanzamiento         |
| ---- | -------------- | --- | ------------------- |
|      | MZ Sports      | Es el canal principal, Emite principalmente eventos en vivo de deportes, programas de opinión y entretenimiento deportivo. | 31 de marzo de 2022 |
|      | MZ Sports Plus | Es la plataforma Streaming con contenido original y retransmisión de eventos deportivos del canal.                         | julio de 2022       |